# Aleksander Ferenc
Aleksander Ferenc (ur. 24 lipca 1945 w Chełmie Wielkim (dziś Chełm Śląski), zm. 20 stycznia 2001 w Warszawie) – polski orientalista, profesor Uniwersytetu Warszawskiego.

## Życiorys
Uczeń Stefana Srelcyna. Doktorat w 1978 pod kierunkiem Witolda Tylocha. Zajmował się etiopistyką. Pochowany w Warszawie na starym cmentarzu na Służewie.

## Wybrane publikacje
- Ethiopian studies, ed. Aleksander Ferenc, Warsaw 1988.